# Santa Teresita (Costa Rica)
Santa Teresita è un distretto della Costa Rica facente parte del cantone di Turrialba, nella provincia di Cartago.